# 2012年フランス議会総選挙
2012年フランス議会総選挙は、フランス共和国における立法府下院である国民議会を構成する議員を改選するために行われた選挙で、2012年6月10日と17日の2回に分けて投票が行われた。

## 概要
国民議会議員の任期5年が満了したことに伴って行われた選挙である。総定数577議席を全面改選した。5月の大統領選挙で当選を果たしたフランソワ・オランドの与党である社会党（PS）を中心とする左派が、国民議会の多数を占めている中道右派の国民運動連合（UMP）から多数派を奪回できるか否かが焦点となった。

## 基礎データ
- 選挙事由：任期満了
- 選挙権：選挙人名簿閉鎖日（3月31日）までに18歳に達したフランス国民
- 被選挙権：満18歳以上のフランス国民[2]で選挙人資格を満たしている者。
- 定数：577議席
  - フランス本土：539議席[3]
  - 海外県：19議席[4]
  - 海外準県・特別共同体：8議席[5][6]
  - 在外フランス人：11議席[7]
- 選挙制度：小選挙区制（単記二回投票制）
  - 第1回投票：有効投票のうち、過半数かつ有権者数の25％以上を得た候補者が当選。いない場合は1週間後に決選投票を実施。
  - 第2回投票：第1回投票において、12.5％以上の得票を得た候補が立候補。12.5％以上の得票を得た候補者が1人のみ、もしくは1人もいない場合は上位2名が立候補。最多得票を得た候補が当選。

## 選挙日程
- 2012年6月10日：第1回投票
- 2012年6月17日：第2回投票

## 選挙結果
6月10日に第1回投票が行われた。第1回投票の結果、オランド政権の与党である社会党などの左派勢力が優勢に立った。大半の選挙区（36選挙区で当選者確定）では当選するために必要な過半数の得票を得た候補が無かったため、17日の決選投票（第2回投票）に持ち込まれることになった。決選投票の結果、社会党は友党も含めて単独過半数を確保、左派勢力は大統領選挙に引き続き議会選挙でも勝利する結果となった。
|              | 第1回投票  | 第2回投票  |
| ------------ | ---------- | ---------- |
| 登録有権者数 | 46,082,104 | 43,234,000 |
| 投票者数     | 26,369,126 | 23,957,594 |
| 投票率       | 57.22%     | 55.41%     |
| 無効･白票    | 416,267    | 928,411    |
| 有効票       | 25,952,859 | 23,029,183 |

| 党派                                               | 第1回投票  | 第1回投票 | 第1回投票 | 第2回投票  | 第2回投票 | 第2回投票 | 当選者 合計 |
| 党派                                               | 得票数     | 得票率    | 当選      | 得票数     | 得票率    | 当選      | 当選者 合計 |
| -------------------------------------------------- | ---------- | --------- | --------- | ---------- | --------- | --------- | ----------- |
| PS 社会党                                          | 7,618,326  | 29.35%    | 22        | 9,420,426  | 40.91%    | 258       | 280         |
| FG 左翼戦線（フランス共産党及び左翼党など）        | 1,793,192  | 6.91%     | 0         | 249,525    | 1.08%     | 10        | 10          |
| VEC ヨーロッパ・エコロジー＝緑の党                 | 1,418,264  | 5.46%     | 1         | 828,916    | 3.60%     | 16        | 17          |
| RDG 左翼急進党                                     | 428,898    | 1.65%     | 1         | 538,324    | 2.34%     | 11        | 12          |
| DVG 左翼諸派（共和国市民運動など）                 | 881,555    | 3.40%     | 1         | 709,409    | 3.08%     | 21        | 22          |
| 左派合計                                           | 12,140,235 | 46.77%    | 25        | 11,746,600 | 51.01%    | 316       | 341         |
| UMP 国民運動連合                                   | 7,037,268  | 27.12%    | 9         | 8,740,625  | 37.95%    | 185       | 194         |
| DVD 右翼諸派（立ち上がれ!共和国など）              | 910,034    | 3.51%     | 1         | 418,135    | 1.82%     | 14        | 15          |
| NCE 新中道                                         | 569,897    | 2.20%     | 1         | 568,288    | 2.47%     | 11        | 12          |
| PRV 急進党                                         | 321,124    | 1.24%     | 0         | 311,211    | 1.35%     | 6         | 6           |
| 右派合計                                           | 8,838,323  | 34.07%    | 11        | 10,038,259 | 43.59%    | 216       | 227         |
| FN 国民戦線                                        | 3,528,663  | 13.60%    | 0         | 842,684    | 3.66%     | 2         | 2           |
| CEN 民主運動                                       | 458,098    | 1.77%     | 0         | 113,196    | 0.49%     | 2         | 2           |
| EXG 極左（反資本主義新党及び「労働者の闘争」など） | 253,386    | 0.98%     | 0         | －         | －        | －        | 0           |
| ECO エコロジスト諸派                               | 249,068    | 0.96%     | 0         | －         | －        | －        | 0           |
| ALLI 中道連合                                      | 156,026    | 0.60%     | 0         | 123,352    | 0.54%     | 2         | 2           |
| REG 地域主義（「マルティニーク独立運動」など）     | 145,809    | 0.56%     | 0         | 135,354    | 0.59%     | 2         | 2           |
| AUT その他                                         | 133,752    | 0.52%     | 0         | －         | －        | －        | 0           |
| EXD 極右                                           | 49,499     | 0.19%     | 0         | 29,738     | 0.13%     | 1         | 1           |
| 合計                                               | 25,952,859 |           | 36        | 23,029,183 |           | 541       | 577         |

出典：Elections legislatives 2012 Résultats du 1er tour Résultats* 2nd tour（2012年議会選挙第1ラウンド結果、第2ラウンド結果）2012年6月12日、18日閲覧。

## 備考
- 社会党は単独過半数にあと9議席、左翼急進党や共和国市民運動などの友党を含む社会党会派で過半数となる314議席を獲得。エロー内閣現職閣僚の立候補者は全員当選を果たした。しかしフランソワ・オランド大統領の元パートナーであるセゴレーヌ・ロワイヤル元環境相が、社会党から除名を受けて左派系無所属で出馬したオリビエ・ファロルニ候補に敗れた。また、元教育相のジャック・ラングも落選している。
- 国民運動連合は大統領選挙でのニコラ・サルコジの敗北に続き大きく議席を減らし、クロード・ゲアン前内相やミシェル・アリヨマリ元外相などの大物議員が落選した。2002年の結党以来、国民運動連合としては初の過半数割れとなった。
- 極右・国民戦線は2議席を獲得し、14年ぶりに下院での議席を復活させた。マリーヌ・ル・ペン党首は第一回投票で同じ選挙区から落下傘候補として立候補した左翼戦線のジャン＝リュック・メランション党首を退け決選投票に進んだが、社会党候補に僅差で敗れた。マリーヌの姪のマリオン・マレシャル＝ルペンが国民議会議員としては最年少となる22歳で当選している。
- 緑の党は第一回投票で当選したノエル・マメールを含め17議席を獲得、13議席増の躍進となった。
- 社会党や緑の党など左派が躍進する中、共産党や左翼党から成る左翼戦線はメランション党首が落選するなど10議席と苦戦した。
- 中道・民主運動のフランソワ・バイル党首は決選投票に進んだが、社会党候補に敗れている。民主運動は2議席にとどまった。
- 右翼諸派・立ち上がれ!共和国（DLR）はニコラ・デュポン＝エニャン党首を含め2議席を獲得。
- マルティニーク島独立運動（MIM）からは2人の当選者を出した。
- 反資本主義新党および労働者の闘争などの極左勢力およびフランス海賊党は第一回投票で全滅した。